# Dielsbruch
Das Naturschutzgebiet Dielsbruch liegt auf dem Gebiet der Gemeinde Schwalmtal im Kreis Viersen in Nordrhein-Westfalen. Das etwa 27,11 ha große Gebiet, das im Jahr 1982 unter Naturschutz gestellt wurde, erstreckt sich westlich des Gemeindeteils "St. Anton" der Gemeinde Schwalmtal. 